# Paramussardiana
Paramussardiana is een kevergeslacht uit de familie van de boktorren (Cerambycidae). De wetenschappelijke naam van het geslacht werd voor het eerst geldig gepubliceerd in 1979 door Breuning.

## Soorten
Paramussardiana is monotypisch en omvat slechts de volgende soort:
- Paramussardiana quadricostata (Breuning, 1978)